# کیسه رشته‌ای

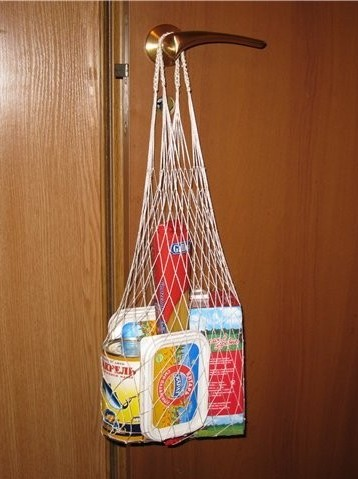
کیف رشته‌ای نخی با مواد غذایی

آوُسکا (Avoska) کیسه‌ای است بافته شده از نخ که راحت جمع شده و در جیب جا می‌شود.
بسته‌های رشته‌ای وقتی تا می‌شوند فضای بسیار کمی را اشغال می‌کنند و بنابراین به راحتی می‌توانید آن را در کیف دستی، کیف و جیبی با خود ببرید.
در مواقع کمبود در اتحاد جماهیر شوروی سوسیالیستی، مردم معمولاً کیسه ای رشته‌ای به همراه داشتند در صورتی که ممکن بود موفق به خرید چیزی شوند (معمولاً در وقت ناهار یا هنگام بازگشت از محل کار به خانه). علاوه بر این، هیچ کیف خرید پلاستیکی در مغازه‌های اتحاد جماهیر شوروی وجود نداشت و کیف باید با خود به همراه می‌آورد.
هنوز هم در بعضی از فروشگاه‌های روسیه، بسته‌های چند کیلویی سیب زمینی را در کیسه‌هایی مانند «آوُسکا» قرار می‌دهند.
ضمن این که بعضی از پیرزن‌ها آوُسکا در جیب دارند تا در هزینه کیسه پلاستیکی صرفه جویی کنند. توضیح این که تنوع کالا در شوروی به خصوص سال‌های قبل از فروپاشی بسیار محدود بوده. محتویات «آوُسکا» در عکس روبرو ترکیبی است از کالاهای نوستالژیک زمان شوروی که کمتر در دسترس بودند و «آوُسکا» های مردم اصلاً به این رنگینی نبوده.
صف در آخرین سال‌های شوروی، مردم ساعت‌ها در صف می‌ایستادند. اما جنس ارزان در شوروی بی‌معنی بود. به این معنی که قیمت کالاها کاملاً مشخص و از پیش تعیین شده بوده.
موضوع جالب دیگر، نحوه «زنبیل گذاشتن» روس‌ها در صف‌های طولانی زمان شوروی است.
در روسیه همه از اول صف شروع می‌کردند و کف دستشان با خودکار شماره نوبت خودشان را می‌نوشتند تا آخر. آن‌هایی هم که می‌خواستند می‌رفتند به کارشان می‌رسیدند و برمی‌گشتند و طبق شماره کف دستشان، سر جای خودشان می‌ایستادند.

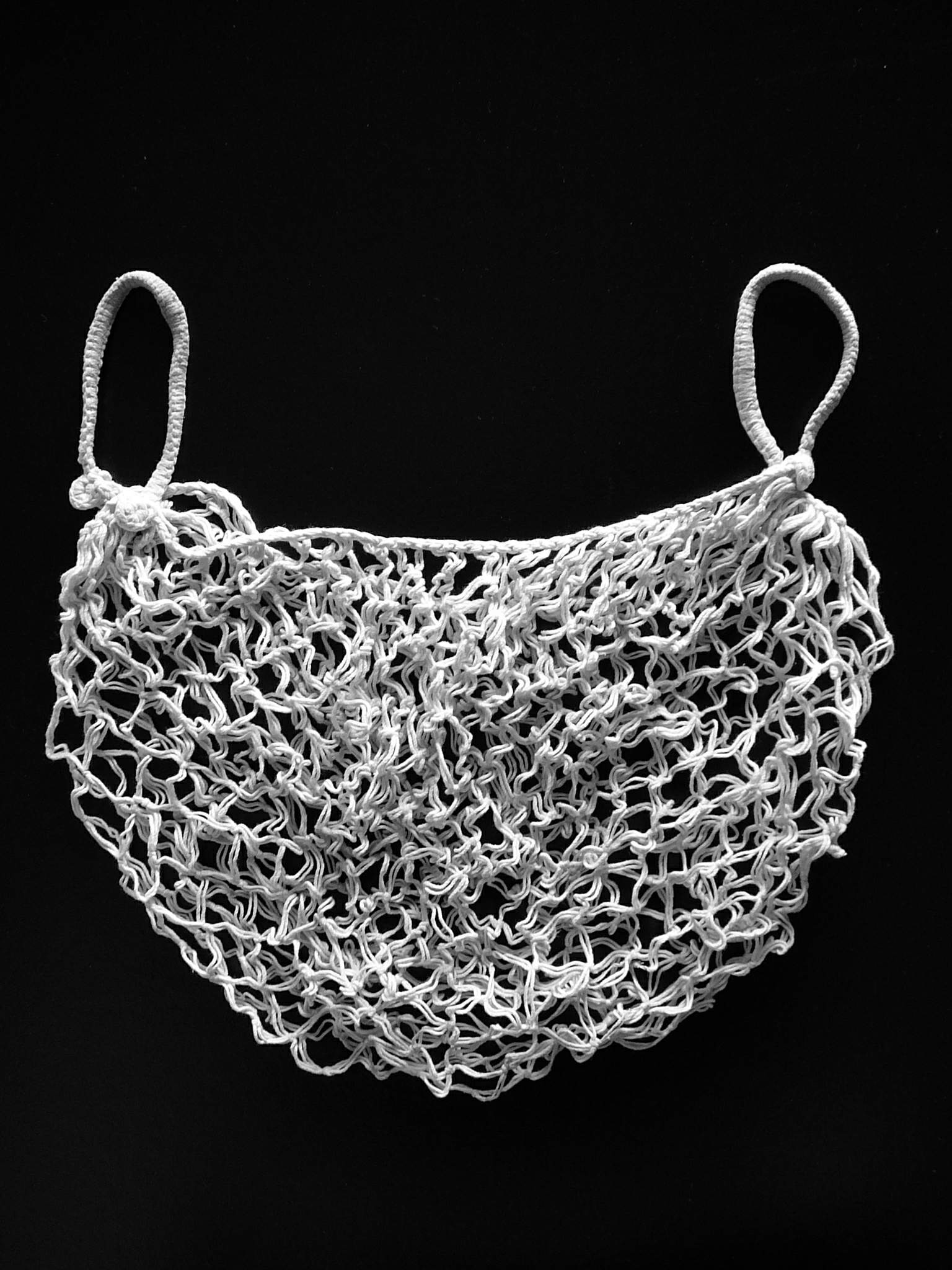
کیف زهی

## نام

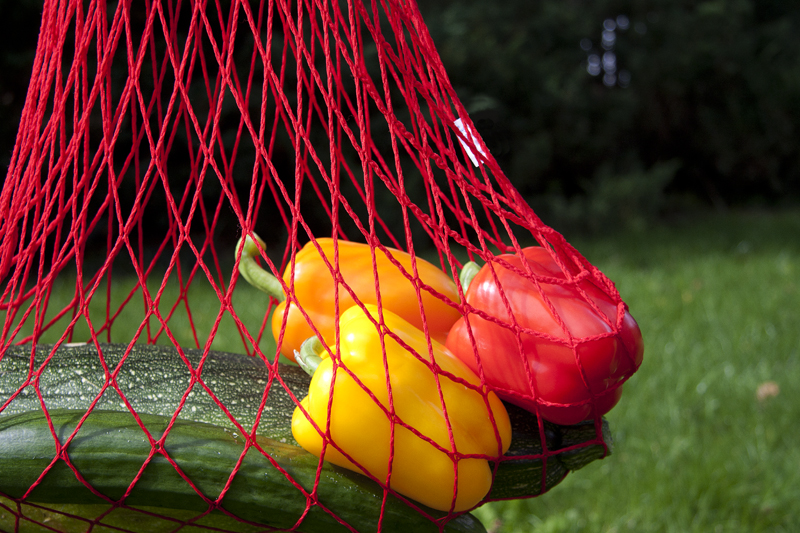

کلمه «آوُس» (Avos) در زبان روسی کاربردی شبیه «ان شاء اله» دارد. مثلاً می‌گویند: «ترافیک سنگینه، ولی آوُس به پرواز می‌رسیم.»
گفته می‌شود که دلیل نام گذاری این کیسه خرید هم آن است که مردم همیشه «آوُسکا» در جیب داشتند تا اگر «ان شاء اله» جنس خوبی گیر آوردند، آماده باشند و بخرند.